# Amy Myers
Amy Myers (* 1938 in Kent) ist eine englische Lektorin und Schriftstellerin. Einige Werke veröffentlichte Myers auch unter den Pseudonymen Alice Carr, Laura Daniels und Harriet Hudson.

## Leben
Myers studierte an der University of Reading u. a. englische Literatur und Literaturgeschichte. Anschließend arbeitete sie über zehn Jahre lang als Lektorin in einem Verlag. Sie heiratete James Myers, den sie während ihres Studiums kennengelernt hatte. Um 1975 avancierte Myers in London zur leitenden Geschäftsführerin eines Verlags und hatte dieses Amt bis 1988 inne.

## Rezeption
Myers Ehemann arbeitete in den ersten Jahren ihrer Ehe in Paris. Ihre regelmäßigen Besuche in Frankreich fielen auch mit ihren ersten literarischen Versuchen zusammen. Daher kam sie auf die Idee, ihren Protagonisten „Auguste Didier“ als Franzosen zu gestalten, der in Großbritannien lebt und arbeitet. Nach zwölf Bänden wurde diese Reihe beendet und es entstand der „Marsh-&-Daughter-Zyklus“ mit neun Bänden. Als Nächstes entstanden zwei Trilogien: um den Schornsteinfeger „Tom Wasp“ und die Köchin „Nell Drury“. Zusammen mit ihrem Ehemann veröffentlichte sie acht Bände um den Protagonisten „Jack Colby“.
Für den Verlag R. Hale fungierte Myers als Herausgeberin und veröffentlichte immer wieder Beiträge in Literaturzeitschriften wie Kirkus Reviews, Library Journal, Publishers Weekly und anderen.

## Werke (Auswahl)

### Als Amy Myers (Autorin)
Auguste Didier Reihe
1. Murder in pug's parlour. London 1986.
Deutsch: Mord im Dienstbotenzimmer. Kriminalroman. 3. Aufl. Aufbau TBV, Berlin 1997, ISBN 3-7466-1087-7 (übersetzt von Elfie Schneidenbach).
2. Murder in the limelight. London 1986.
Deutsch: Mord im Rampenlicht. Kriminalroman. 2. Aufl. Aufbau TBV, Berlin 1997, ISBN 3-7466-1088-5 (übersetzt von Elga Abramowitz).
3. Murder at Plums. London 1989.
Deutsch: Mord im Club. Kriminalroman. 2. Aufl. Aufbau TBV, Berlin 1999, ISBN 3-7466-1482-1 (übersetzt von Gerald Kirk).
4. Murder at the Masque. London 1991.
Deutsch: Mord in Cannes. Kriminalroman. Aufbau TBV, Berlin 1997, ISBN 3-7466-1089-3 (übersetzt von Helga Schultz).[1]
5. Murder makes an entrée. London 1992.
Deutsch: Mord als Vorspeise. Kriminalroman. Aufbau TBV, Berlin 1995, ISBN 3-7466-1082-6 (übersetzt von Irmhild und Otto Brandstätter).
6. Murder under the kissing bough. London 1992.
Deutsch: Mord unterm Tannenzweig. Aufbau TBV, Berlin 1995, ISBN 3-7466-1083-4 (übersetzt von Elga Abramowitz).
7. Murder in the smokehouse. London 1994.
Deutsch: Mord im Pavillon. Kriminalroman. Aufbau TBV, Berlin 1996, ISBN 3-7466-1084-2 (übersetzt von Elga Abramowitz).
8. Murder at the Music Hall. London 1995.
Deutsch: Mord in der Music Hall. Kriminalroman. Aufbau TBV, Berlin 1997, ISBN 3-7466-1085-0 (übersetzt von Irmhild und Otto Brandstätter).
9. Murder in the motor stable. London 1996
Deutsch: Mord im Motorclub. Kriminalroman. Aufbau TBV, Berlin 1997, ISBN 3-7466-1086-9 (übersetzt von Irmhild und Otto Brandstätter).
10. Murder with majesty. London 1997.
Deutsch: Mord in der Hochzeitsnacht. Kriminalroman. Aufbau TBV, Berlin 1998, ISBN 3-7466-1481-3 (übersetzt von Irmhild und Otto Brandstätter).
11. Old English Crime. London 1998.
Deutsch: Mord auf dem Bankett. Kleine Krimis. Aufbau TBV, Berlin 1995, ISBN 3-7466-1480-5 (fünf Erzählungen, übersetzt von Irmhild und Otto Brandstätter).
12. Murder in the Queen's Boudoir. London 1989.
Deutsch: Mord im Boudoir der Königin. Kriminalroman. Aufbau TBV, Berlin 1999, ISBN 3-7466-1483-X (übersetzt von Irmhild und Otto Brandstätter).

Marsh-&-Daughter-Zyklus
1. The Wickenham Murders. Severn House, Sutton 2004, ISBN 0-7278-6116-6.
Deutsch: Die Morde von Wickenham. Digital Publishers. Stuttgart 2020 (übersetzt von Nadine Erler).
2. Murder in Friday Street. Severn House, Sutton 2005, ISBN 0-7278-6301-0.
Deutsch: Die Melodie der Toten. Digital Publishers. Stuttgart 2020 (übersetzt von Nadine Erler).
3. Murder in Hell's Corner. Severn House, Sutton 2006, ISBN 0-7278-6393-2.
Deutsch: Mord auf Woodring Manor. Digital Publishers. Stuttgart 2020 (übersetzt von Nadine Erler)
4. Murder and the golden goblet. Severn House, Sutton 2007, ISBN 0-7278-6473-4.
5. Murder in the mist. Severn House, Sutton 2008, ISBN 0-7278-6658-3.
6. Murder takes the stage. Severn House, Sutton 2009, ISBN 0-7278-6789-X.
7. Murder on the old road. Severn House, Sutton 2010, ISBN 0-7278-6952-3.
8. Murder in Abbot’s Folly. Severn House, Sutton 2011, ISBN 978-1-84751-385-4.
9. The maid of Kent murders. Lume Books, London 2022, ISBN 978-1-83901-473-4.

Tom Wasp Trilogie
1. Tom Wasp and the murdered stunner. London 2007.
Deutsch: Tom Dickens und die Geliebte des Malers. Kriminalroman. Aufbau TBV, Berlin 2001, ISBN 3-7466-1484-8 (übersetzt von Irmhild und Otto Brandstätter).
2. Tom Wasp and the Newgate Knocker. London 2010.
3. Tom Wasp and the seven deadly sins. London 2019.

Nell Drury Trilogie
1. Dancing with the death. London 2017.
Deutsch: Nell Drury und der Mörder von Wychbourne. Dp Publ., Stuttgart 2021, ISBN 978-3-96817-294-1 (übersetzt von Evelyn Schneider).[2]
2. Death at the Wychbourne Follies. London 2019.
Deutsch: Nell Drury und das Varieté des Todes. dp Publ., Stuttgart 2019, ISBN 978-3-98637-116-6.[3]
3. Death and the singing birds. London 2020.
Deutsch: Nell Drury und die Kunst des Todes. dp Publ., Stuttgart 2021, ISBN 978-3-98637-428-0 (übersetzt von Anja Samstag).[4]

Jack Colby Reihe
1. Classic in the barn. London 2011.
2. Classic in the clouds. London 2012.
3. Classic calls the shots. London 2012.
4. Classic mistake. London 2013.
5. Classic in the pits. London 2014.
6. Classic cashes in. London 2015.
7. Classic in the dock. London 2015.
8. Classic at Bay. London 2016.

### Als Amy Myers (Herausgeberin)
- After Midnight Stories. Kimber, London, 1985/91 (fünf Bände)

1. After Midnight Stories. 1985, ISBN 0-7183-0608-2.
Inhalt: 16 Erzählungen.
2. The second book of after midnight stories. 1986, ISBN 0-7183-0608-2.
Inhalt: 12 Erzählungen.
3. The third book of after midnight stories. 1987, ISBN 0-7183-0667-8.
Inhalt: 15 Erzählungen.
4. The fourth book of after midnight stories. 1988, ISBN 0-7183-0702-X.
Inhalt: 16 Erzählungen.
5. The fifth book of after midnight stories. 1991, ISBN 0-7090-4531-X.
Inhalt: 16 Erzählungen.

- Murder, ’orrible murder! Crippen & Landru, Norfolk, Va 2006, ISBN 978-1-932009-50-7.
Inhalt: 17 Erzählungen..

### Als Alice Carr
The Ashenden Quartett (Bände 1 und 2)
- The last summer. 1996
- Dark harvest. 1999

### Als Harriet Hudson
The Ashenden Quartett (Bände 3 und 4)
- Winter Roses. 1999.
- Songs of Spring. 2001.

Standalones
- The man who came back. Severn House, Sutton 2010, ISBN 978-1-84751-185-0.
- When nightingales sing. Headline Press, London 1990, ISBN 0-7472-0215-X.
- The windy mill. Severn House, Sutton 2004, ISBN 0-7278-6028-3.
- Wind roses. Severn House, Sutton, 1999, ISBN 0-7278-2275-6.
- Not in our stars. Severn House, Sutton 1998, ISBN 0-7278-5327-9.
- The sun in glory. Headline Press, London 1991, ISBN 0-7472-3745-X.
- The wooing of Katie May. Magne Large Books, Long Preston 1994, ISBN 0-7505-0672-5.
- Look for me by moonlight. Headline Press, London 1989, ISBN 0-7472-3182-6.
- The girl from Gadsby's. Headline Press, London 1993, ISBN 0-7472-4272-0.

### Als Laura Daniels
- Pleasant vices. Headline Press, London 1994, ISBN 0-7472-1079-9.
- The Lakenham Folly. Headline Press, London 1995, ISBN 0-7472-1354-2.